# Grzegorz Ciechowski
Grzegorz Ciechowski (Tczew, 29 agosto 1957 – Varsavia, 22 dicembre 2001) è stato un cantante, compositore e poeta polacco noto anche per le molte colonne sonore per film e documentari.

## Biografia
Grzegorz Ciechowski è nato a Tczew, in Polonia. È stato il fondatore e frontman della band Republika, uno dei gruppi rock più popolari della Polonia. A metà degli anni '80, Ciechowski si prese una pausa dal gruppo e formò una nuova band chiamata Obywatel GC, ancora una volta con un notevole successo commerciale.
Nel 1991, tornò con i Republika ed in seguito fu coinvolto in una serie di altri ensemble. Nel 1996, come Grzegorz z Ciechowa, ha registrato l'album ojDADAna.
Ciechowski ha composto anche per altri artisti come Kasia Kowalska e Justyna Steczkowska e ha prodotto un album per la cantante tedesca Mona Mur. Ha composto le colonne sonore per i film Stan Strachu di Janusz Kijowski e Wiedźmin di Marek Brodzki; per quest'ultimo ha ricevuto il Polskie Nagrody Filmowe nel 2001. Inoltre, ha scritto musica per il programma televisivo tedesco Schloß Pompon Rouge.
Ciechowski ha vinto dieci premi Fryderyk per la sua musica, più di qualsiasi altro musicista.
Muore di infarto a Varsavia dopo un intervento chirurgico per aneurisma cardiaco. Aveva 44 anni. Le sue ceneri furono sepolte nel cimitero militare di Powązki il 4 gennaio 2002.

## Discografia
- 1991 – Schloss Pompon Rouge
- 2004 – Kolekcja
- 2005 – Republique con Kwartet Śląski
- 2010 – Moja Krew con Kasia Kowalska
- 2014 – Tak... tak... to ja
- 2016 – 4xGC